# Marie-Elisabeth Steffen
Marie-Elisabeth Steffen, auch Maria-Elisabeth Steffen und Marlies Steffen (* 25. April 1925 in Saarburg; † 6. Mai 2018 in Wuppertal), war 1950/51 unter ihrem Geburtsnamen Marie-Elisabeth Pütz die zweite Deutsche Weinkönigin und die erste Amtsträgerin, die aus einer förmlichen Wahl hervorging.

## Familie
Marie-Elisabeth Steffen entstammte einer Winzerfamilie und wuchs im elterlichen Betrieb in Saarburg-Beurig auf. Nach dem Besuch der Kaufmännischen Handelsschule musste sie auf dem Weingut mitarbeiten, da ihr älterer Bruder als Soldat im Zweiten Weltkrieg ums Leben gekommen war.
Noch während ihrer Amtszeit als Weinkönigin heiratete sie 1951 den Diplomingenieur Hanns Steffen und folgte ihm 1960 in seine Heimatstadt Wuppertal, wo sie bis zu ihrem Tod lebte. Aus der Ehe gingen zwei Kinder hervor. Von 1969 bis 1989 saß sie für die CDU im Stadtrat von Wuppertal. Während dieser Zeit bekleidete sie zudem zahlreiche Ehrenämter im sozialen Bereich; so war sie 15 Jahre lang Vorsitzende des Sozial- und Gesundheitsausschusses der Stadt.

## Wahl
Im September 1950 wurde Marie-Elisabeth Pütz zunächst zur Saarweinkönigin gewählt. Vier Wochen später trat sie bei der ersten echten Wahl einer Deutschen Weinkönigin als Kandidatin an. Im Gegensatz zu ihrer Vorgängerin Elisabeth Kuhn (später Elisabeth Gies) wurde sie nicht für das Amt bestimmt, sondern förmlich gewählt. Dabei kam es am 1. Oktober 1950 im Saalbau in Neustadt an der Weinstraße zu einer Stichwahl zwischen ihr und der Mitbewerberin Elisabeth Quink aus dem Rheingau.
Obwohl die Wahlmänner und das Publikum darüber belehrt wurden, dass Saarburg zwar an der Saar, aber in Rheinland-Pfalz liege, wurde die Wahl einer Deutschen Weinkönigin von der Saar vielfach als Demonstration für eine Rückkehr des Saarlands zur Bundesrepublik Deutschland interpretiert. In diesem Sinne wurde die Wahl auch von mehreren überregionalen Zeitungen wie der Depesche Berlin kommentiert.

## Repräsentation
Die beiden publikumswirksamsten Auftritte von Marie-Elisabeth Pütz während ihrer Amtszeit waren die Eröffnung der Berliner Weinwerbewochen im Juni 1951 und die Fahrt mit dem „Rollenden Weinkeller“, einem eigens gestalteten Sonderwagen der Deutschen Bundesbahn, von Köln nach Konstanz am Bodensee. Erstmals rief sie am 3. Juni 1951 den Himmelfahrtstag als „Vaters Weintag“ aus. Der 1950er Wein, so die Zielsetzung der Weinmarketingstrategen der jungen Bundesrepublik, sollte dafür sorgen, dass jeder sein Viertel Wein für 50 Pfennig trinken konnte. Hintergrund war, dass in diesem Jahr mit 3,25 Mio. hl eine große Menge Wein geerntet wurde. Der Verbrauch lag bei drei Litern pro Kopf und Jahr. Mit dem bis dahin noch nie erreichten Ertrag von 65,6 hl/ha (bei 51.000 ha Rebfläche) begann eine neue Ära im deutschen Weinbau: Mit Ausnahme der beiden „Katastrophenjahrgänge“ 1956 und 1957 sank der Jahresertrag für den Rest des Jahrhunderts nie mehr unter 45 hl/ha.

## Auszeichnungen
- 1989 Bundesverdienstkreuz am Bande
- 1994 Ehrenring der Stadt Wuppertal